# Саада, Хассан
Хассан Саада (араб. حسن السعادة‎; род. 2 января 1994, Касабланка) — марокканский боксёр, представитель полутяжёлой весовой категории. Выступал за национальную сборную Марокко по боксу в 2015—2016 годах, бронзовый призёр чемпионата Африки, участник чемпионата мира в Дохе и летних Олимпийских игр в Рио-де-Жанейро. С 2017 года боксирует также на профессиональном уровне.

## Биография
Хассан Саада родился 2 января 1994 года в Касабланке, Марокко. Проходил подготовку в местном боксёрском клубе Chaouia B.

### Любительская карьера
Впервые заявил о себе в боксе в 2012 году, выиграв марокканское национальное первенство среди юниоров в зачёте полутяжёлой весовой категории.
В 2013 году на взрослом чемпионате Марокко стал серебряным призёром, уступив в финале Кариму Бен Мансуру.
В 2014 году выиграл марокканское молодёжное национальное первенство в полутяжёлом весе.
Первого серьёзного успеха на взрослом международном уровне добился в сезоне 2015 года, когда вошёл в основной состав марокканской национальной сборной и выступил на домашнем чемпионате Африки в Касабланке, где в итоге завоевал награду бронзового достоинства, проиграв на стадии полуфиналов алжирцу Абдельхафиду Беншабла. Помимо этого, одержал победу на Кубке нефтяных стран в Ханты-Мансийске, отметился выступлением на чемпионате мира в Дохе — здесь в 1/8 финала потерпел поражение техническим нокаутом от представителя Нидерландов Петера Мюлленберга.
В 2016 году дважды представлял марокканскую команду в матчевых встречах полупрофессиональной лиги World Series of Boxing. На Африканском олимпийском квалификационном турнире в Яунде выступил неудачно, выбыв из борьбы за медали уже в 1/8 финала, тогда как на Всемирной олимпийской квалификации в Баку сумел дойти до четвертьфинальной встречи с азербайджанцем Теймуром Мамедовым — тем самым удостоился права защищать честь страны на летних Олимпийских играх в Рио-де-Жанейро. На Играх в стартовом поединке категории до 81 кг должен был встретиться с турком Мехметом Уналом, однако буквально за день до боя бразильская полиция арестовала Саада, предъявив ему обвинения в сексуальном нападении и попытках изнасилования по отношению к двум официанткам, работавшим в олимпийской деревне. В итоге он пробыл в заключении более десяти месяцев и лишь в июне 2017 года получил возможность покинуть Бразилию.

### Профессиональная карьера
После освобождения Саада переехал на постоянное жительство во Францию и в декабре 2017 года успешно дебютировал на профессиональном уровне.